# Peter Dupas
Pour les articles homonymes, voir Dupas.
Peter Norris Dupas, né le 6 juillet 1953 à Sydney, dans la Nouvelle-Galles du Sud en Australie, est un tueur en série australien qui purge actuellement trois peines de prison à perpétuité pour meurtre. Son passé criminel s'étalant sur au moins trois décennies, a montré qu'il s'en prenait surtout aux femmes, et qu'à chaque sortie de prison il risquait de nouveau de s'en prendre à ces dernières avec un niveau de violence toujours plus élevé. Sa signature criminelle était qu'il enlevait les seins de ses victimes.
En 2007, Dupas a été reconnu coupable de trois meurtres, et est un des principaux suspects dans au moins trois autres meurtres commis dans le voisinage de la région de Melbourne entre les années 1980 et les années 1990.

## Enfance et premiers délits
Dupas a été le plus jeune de trois enfants, nés dans ce qui a été décrit comme « une famille assez normale ». Né à Sydney, en Nouvelle-Galles du Sud, sa famille déménage à Melbourne alors qu'il était encore un bambin. Avec ses deux frères beaucoup plus âgés, ses parents le traitait un peu comme un enfant unique,. Dupas quitte le lycée une fois son année de seconde terminée et obtient le Higher School Certificate pendant son incarcération.
Le 3 octobre 1968, à l'âge de 15 ans, Dupas, toujours à l'école secondaire à Waverley High School dans la banlieue Est de Melbourne de Mount Waverley, a rendu visite à sa voisine, en demandant à emprunter un couteau dans le but d'éplucher des légumes. Dupas a été appréhendé après avoir poignardé la femme dans le visage, le cou et la main lorsqu'elle a tenté de lutter contre son attaque. Plus tard, il dit à la police qu'il ne pouvait pas s'en empêcher et de ne pas savoir pourquoi il a commencé à attaquer la femme. Il a été placé sur 18 mois de probation et admis à l'hôpital psychiatrique pour évaluation. Il a été libéré après deux semaines et traité comme un patient normal.
En octobre 1969, une morgue située à l'Hôpital Austin a été cambriolée. Les corps de deux femmes âgées ont été mutilés avec un couteau de pathologiste. Un corps contenait une étrange blessure infligée avec un couteau à la région de la cuisse. La police croit que Dupas a été impliqué dans le cambriolage et que les blessures infligées correspondait à celle d'une victime assassinée plus tard, Nicole Patterson.
Le détective Ian Armstrong, qui interviewa Dupas le 30 novembre 1973, au poste de police Nunawading, décrit Dupas comme « faible et conforme » lorsqu'il est confronté par l'autorité.
« Il se détachait. Pour moi, le mec était juste le mal pur […] Ses attaques étaient toutes soigneusement planifiées et il n'a montré aucun remords. Nous avons pu voir où il allait. Il est un fieffé menteur […] il est une personne très dangereuse qui va continuer d'attaquer les femmes et éventuellement causer la mort d'une de ses victimes, s'il n'est pas surveillé ».
Après cela, Dupas reçu une peine de neuf ans d'emprisonnement pour viol en 1974. Le psychiatre de la prison, le Dr. Allen Barthélemy, a noté que Dupas a été dans le déni constant de son activité criminelle, en notant à la fois : « Je suis raisonnablement certain que ce jeune a un sérieux problème psychosexuel, qu'il utilise la technique de la négation comme un dispositif d'adaptation et qu'il doit être considéré comme dangereux ».

## Crimes d'attaques et de viols contre des femmes
Le 25 juillet 1974, Dupas a été condamné à neuf ans de prison avec une période minimale de cinq ans pour une attaque sur une femme mariée dans sa propre maison. Dupas a fait irruption dans la maison de la victime et l'a menacée avec un couteau avant de s'approcher d'elle avec un cordon, la ligoter et la violer. Il a menacé de nuire à son bébé quand elle a résisté à son attaque. Le juge a décrit l'infraction comme « l'un des pires viols qui pourraient être imaginés ».
En 1979, environ deux mois après sa sortie de prison, Dupas moleste de nouveau des femmes dans quatre attaques distinctes sur une période de dix jours. Le 28 février 1980, Dupas a reçu une peine minimum de cinq ans de prison pour trois accusations de voies de fait avec intention de viol, coups et blessures volontaires, voies de fait avec intention de voler, et attentat à la pudeur. Un rapport de 1980 sur Dupas a déclaré : « Il reste un homme extrêmement perturbé, immature et dangereux. Sa libération conditionnelle a été une erreur ».
Dupas a de nouveau été libéré de prison en février 1985. Environ un mois plus tard, il a violé une jeune femme de 21 ans sur une plage à Blairgowrie. Après la descente de sa voiture, Dupas a suivi la femme et l'a attaquée, la tenant au sol en la menaçant avec la pointe d'un couteau avant de la violer. Plus tard, il dit à la police : « Je suis désolé pour ce qui est arrivé. Tout le monde me disait que je suis OK maintenant, je n'ai jamais pensé que cela allait se passer à nouveau, je voulais seulement vivre une vie normale… »
Le 28 juin 1985, Dupas a été condamné à 12 ans de prison pour le viol de Blairgowrie, et relâché en 1992 après avoir purgé sept ans de sa peine.
Moins de deux ans après sa sortie de prison, Dupas a été arrêté sur des accusations de séquestration au cours d'un incident au lac Eppalock en janvier 1994. Portant une cagoule et armé d'un couteau, de ruban isolant, et de menottes, Dupas a suivi une femme qui a été pique-niquer et tenait à la pointe d'un couteau dans un bloc de toilettes, mais a été chassé par les amis de la victime. Alors qu'il quittait la scène, il a écrasé sa voiture et a été appréhendé. Le 18 août 1994, après avoir entré un plaidoyer de culpabilité à une accusation de séquestration dans la cour de comté à Bendigo, Dupas a été condamné à trois ans et neuf mois d'emprisonnement, avec une période minimale de deux ans et neuf mois. En septembre 1996, Dupas a une nouvelle fois été relâché de prison. Ce dernier a ensuite déménagé dans une maison de la banlieue de Melbourne à Pascoe Vale.

## Meurtres

### Meurtre de Renita Brunton
Dupas a été suspecté du meurtre de cette femme de 31 ans, survenu à Sunbury, Victoria en 1993.

## Vie en prison
En 2006 Dupas purge sa peine de prison dans l'unité de protection de sécurité maximale du Centre correctionnel de Port Phillip à Laverton. Dupas a tenté à plusieurs reprises de se suicider alors qu'il était emprisonné. Le personnel pénitentiaire le décrit comme un détenu modèle et de monstre à chacune de ses libérations.

## Documentaire télévisé
- « Peter Dupas » dans Ces crimes qui ont choqué le monde sur Numéro 23, RMC Découverte et Investigation.